# Бодоланд

Флаг Бодоланда

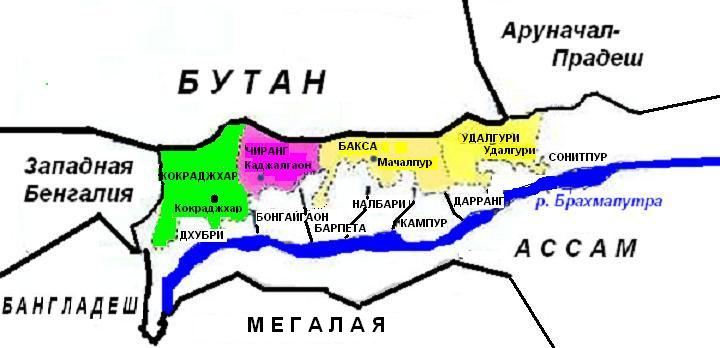
Четыре округа Бодоланда

Бодоланд (BTC, англ. Bodoland Territorial Council) — территория в составе штате Ассам (Индия), обладающая особым статусом. Бодоланд — место компактного проживания народности бодо и зона борьбы организаций ассамского сопротивления за самоопределение. Население на 2011 год составляло 3 155 359 человек, площадь — 8821 км². Столица — город Кокраджхар. Официальные языки — бодо и ассамский.

## Географическое положение
Бодоланд занимает полосу, граничащую с Бутаном, в дуарах (тераях), на спуске с бутанских гор к Брахмапутре. При этом Бодоланд не имеет прямого выхода к Брахмапутре.
В Бутане к Бодоланду прилегают дзонгхаги Сарпанг на западе и Самдруп-Джонгхар на востоке.
Административно Бодоланд занимает четыре округа штата Ассам: Кокраджхар, Бакса, Удалгури и Чиранг, которые были выделены как части шести соседних округов (Дхубри, Кокраджхар, Бонгайгаон, Барпета, Налбари, Камруп, Дарранг и Сонитпур).

## История
Территориальное Объединение Бодоланд было образовано в результате соглашения от 10 февраля 2003 года, подписанного правительством Индии, правительством Ассама и организацией Тигров Освобождения Бодоланда.
Фактически соглашение вступило в силу 6 декабря 2003 года, когда Тигры освобождения Бодоланда согласились сложить оружие, а руководитель «тигров» Хаграма Мохилари смог договориться с индийскими и ассамскими властями, и 7 декабря 2003 года принёс присягу, вступив на пост губернатора (Chief Executive Member, CEM).
Совет территориального объединения состоит из 12 избираемых членов, несущих ответственность за различные сферы деятельности (сомистхи). Территория под юрисдикцией совета называется «Территориальный Автономный Округ Бодо» (англ. Bodoland Territorial Areas District, BTAD). Территория входит в состав штата Ассам и подчиняется губернатору.
Факт создания Бодоланда в соответствии с Конституцией Индии встретил противодействие ряда организаций.
Новое мирное соглашение было заключено 27 января 2020 года между правительствами Индии и Ассама с одной стороны и Национально-демократическим фронтом Бодоланда, организациями All Bodo Students’ Union и United Bodo People’s Organisation с другой. Согласно его условиям, были повышены законодательные и исполнительные полномочия Территориального Объединения Бодоланд и скорректированы его границы, кроме того, Бодоланд получил право на независимое участие в спортивных и культурных мероприятиях национального уровня.